# Decelith

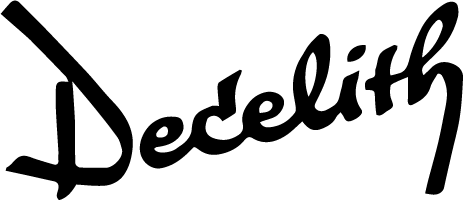
Logo der 1958 geschützten Marke Decelith des damaligen Eilenburger Celluloid-Werkes. Bereits in den 1930er Jahren war dieses Logo für die Schallplattenproduktion in Verwendung.

Decelith (Kompositum aus dem Akronym des Firmennamens Deutsche Celluloid-Fabrik und von altgriechisch λίθος líthos, deutsch ‚Stein‘) ist der Handelsname eines thermoplastischen Kunststoffes auf PVC-Basis, dessen Produktion 1936 aufgenommen wurde. Anfangs gewann man ihn aus Kohle. Der Name fand in seiner Anfangszeit insbesondere Verbreitung durch die Decelith-Schallfolie, die erste deutsche „Vinylplatte“. Darüber hinaus waren und sind Halbzeuge aus Decelith Ausgangsstoff für eine Vielzahl unterschiedlichster Produktionsgüter. Während der DDR-Zeit war der Slogan Decelith aus Eilenburg zu Werbezwecken in Gebrauch und machte das Produkt weithin bekannt. Patentinhaber war zunächst die Deutsche Celluloid-Fabrik in Eilenburg als Teil des I.G.-Farben-Konzerns. Die Nachfolgebetriebe Eilenburger Celluloid-Werk und Eilenburger Chemie-Werk (ECW) hielten an dieser Markenbezeichnung fest. Bis heute werden in Eilenburg unter dem Namen Decelith PVC-Mischungen durch das Nachfolgeunternehmen Polyplast Compound Werk (PCW GmbH) hergestellt.

## Geschichte
Mit der Patentschrift Nr. 655950 beim Reichspatentamt ließ sich die Deutsche Celluloid-Fabrik in Eilenburg das Verfahren zur Herstellung gleichmäßiger Folien und Tafeln aus Polyvinylverbindungen vom 11. März 1934 ab patentieren. Am 3. Dezember 1935 folgte die Eintragung der Schutzmarke Decelith durch die DCF. Das neuartige Decelith kam zunächst als Halbzeug in Form von Folien, Tafeln und Rohren sowie mit Weichmachern versetzt auch als Schläuche auf den Markt.

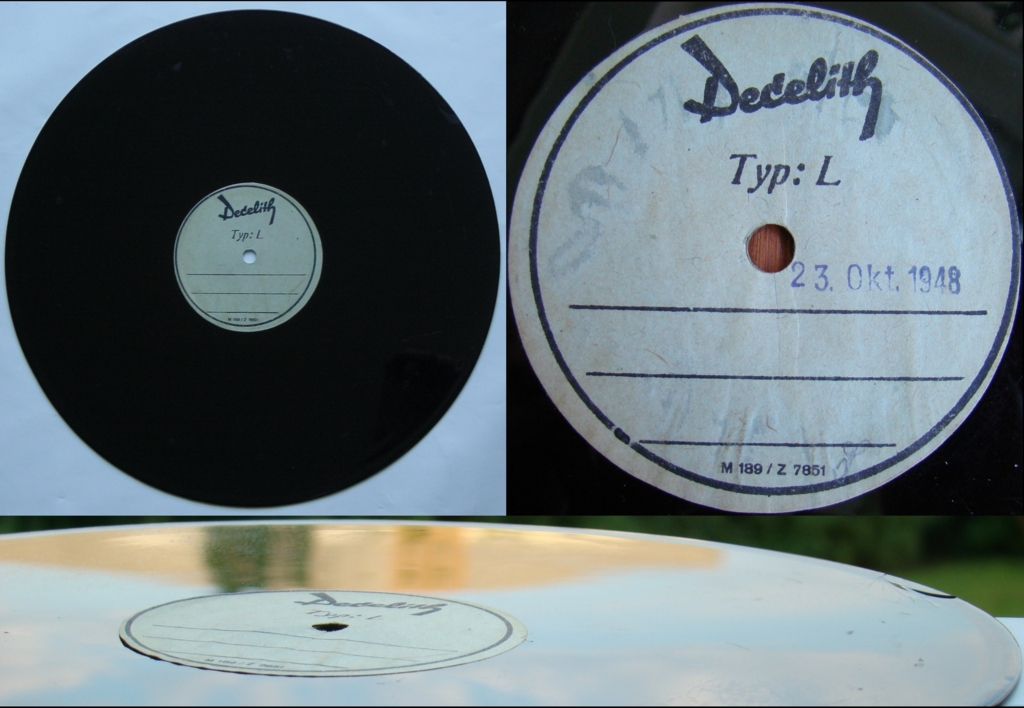
Ein Rohling einer Decelith-Schallplatte, wie er bis 1945 produziert wurde. Der Datumsstempel „23. Okt. 1948“ steht mit der Produktion nicht in Zusammenhang und muss nachträglich aufgebracht worden sein.

Als bahnbrechend erwies sich die Herstellung von Schallplatten aus PVC. Erste Versuche einer Schallplatte auf PVC-Basis unternahm 1930 die britische RCA Records, die jedoch kommerziell erfolglos blieben. Der bis dahin hauptsächlich verwendete Naturstoff Schellack war im Vergleich zu PVC aber teurer und musste importiert werden. Vor dem Hintergrund der angestrebten Wirtschaftsautarkie NS-Deutschlands konnte sich so der synthetische Kunststoff für die Schallplattenherstellung zeitig durchsetzen. Zudem konnte die Decelithplatte auch technisch überzeugen: sie war für einen breiten Frequenzbereich geeignet, hatte einen niedrigen Klirrfaktor und war insbesondere gegenüber Schellack alterungsbeständig und weitgehend feuchtigkeitsunempfindlich („tropenfest“).
Die Decelith-Selbstschnittfolie wurde auf der Großen Deutschen Funkausstellung 1936 (und/oder 1939) in Berlin vorgestellt. Sie bestand aus einem gehärteten, elastischen Träger und war beidseitig mit einer weichen, dunklen Aufnahmeschicht überzogen. Für das von Kurt Thinius erfundene Verfahren zur Herstellung von Aufnahmeschallplatten wurde am 4. März 1939 Patent erteilt (Patentnummer 731516). Eine weitere Patenturkunde beim Reichspatentamt über das Verfahren zur Herstellung von Schallplatten (Patentnummer 725712) datiert vom 7. Februar 1941.
Decelith-Schallplatten ermöglichten die Herstellung kleiner Auflagen und wurden daher als Selbstaufnahme-Schallplatten bezeichnet. Die Herstellung erfolgte in den Formaten 30, 25 und 20 Zentimeter, wobei die 30-cm-Platte eine Tonaufnahme von etwa vier Minuten ermöglichte. Sie wurden unter anderem von der Reichs-Rundfunk-Gesellschaft (RRG; z. B. im Zeitfunk zur Produktion einer „Tönenden Zeitung“ sowie zur Herstellung von Archivaufnahmen), von der Wehrmacht (u. a. als „Sprechende Feldpost“) und für den Heimgebrauch genutzt und fanden damit reichsweit Verwendung.
Zum Ende des Zweiten Weltkrieges stellte die DCF als Notbehelf für fehlendes Fensterglas Scheiben aus transparentem Decelith sowie Decelith-Schuhsohlen als Ersatz für die sonst verwendeten Gummisohlen her. Nach Ende des Krieges wurde unter anderem der Betriebsteil der Schallplattenherstellung auf Befehl der sowjetischen Militäradministration vollständig demontiert und nicht wieder aufgebaut. Die Decelithplatten waren noch bis in die 1950er Jahre beim Rundfunk im Einsatz, bis sie von den preiswerteren Magnettonbändern verdrängt wurden. Mitunter wurden Decelithplatten noch bis in die 1960er Jahre kommerziell verwendet.
Die Produktion von Decelith-Halbzeugen wurde hingegen trotz Teildemontagen weiter ausgebaut. Mit dem 1950 entwickelten Krepp-Decelith wurde versucht, einen Ersatz für die übliche Gummibereifung von Fahrrädern zu entwickeln. Aufgrund gravierender technischer Mängel wurde die Produktion jedoch schnell wieder eingestellt. Ein ebenfalls zu DDR-Zeiten entwickelter Decelith-Klebstoff erwies sich durch die Verdampfung der Lösungsmittel als krebserregend und wurde vom Markt genommen. 1960 brachte der nun als Eilenburger Celluloid-Werk (ECW) firmierende Betrieb erstmals Decelith-Granulat auf den Markt. Die Produktpalette wuchs auf rund 200 verschiedene Granulatsorten. Decelith fand in praktisch allen Lebensbereichen Verwendung, so belieferte das ECW zum Beispiel die Konsumgüterproduktion, das Bauwesen, die Elektro- und Autoindustrie, die Land- und Nahrungsgüterwirtschaft sowie die Verpackungsindustrie und den Schiffbau. Verschiedene Konsumgüter stellte das ECW auch selbst her (vgl. Konsumgüterproduktion in der DDR).
Nach der Wende 1989 überlebte in Eilenburg einzig die Compound-Herstellung bzw. die Abmischung von Rohstoffen für die formgebende Weiterverarbeitung. 2006 erwarb die Polyplast Müller Gruppe mit dem Kauf des Eilenburger Compound-Werkes die Markenrechte an Decelith und firmiert seither als Polyplast Compound Werk (PCW) am alten Standort der DCF bzw. des ECW. Heute ist Decelith Handelsname für Hart- und Weich-PVC-Mischungen, die vielseitigen Einsatz unter anderem in der Bau-, Elektro- und Automobilindustrie finden. Entsprechendes Granulat dient auch als Ausgangsstoff für den wieder wachsenden Markt von Schallplatten.

## Decelith in der Kunst und anderen Einsatzgebieten
Als Ergänzung zum Holzstich entwickelte der Grafiker Siegfried Ratzlaff die Decelithstich-Technik. Die dafür notwendigen Decelith-Tafeln werden heute nicht mehr hergestellt.
Der Werkstoff wurde außerdem zur Abdichtung von Gewölben von Eisenbahntunneln, wo er mit Bitumen getränkte Papierwerkstoffe oder Gewebe ersetzte, benutzt.